# بيتر فيسلي
بيتر فيسلي (بالتشيكية: Petr Veselý)‏ هو لاعب كرة قدم تشيكي في مركز الدفاع، ولد في 7 يونيو 1971 في برشيروف في جمهورية التشيك. شارك مع منتخب جمهورية التشيك لكرة القدم. أما مع النوادي، فقد لعب مع بانيك أوسترافا ونادي سلوفان براتيسلافا ونادي هراتس كرالوفه.

## وصلات خارجية
- بيتر فيسلي على موقع الاتحاد التشيكي (الإنجليزية)
- بيتر فيسلي على موقع قاعدة بيانات كرة القدم.إي يو (الإنجليزية)
- بيتر فيسلي على موقع ناشيونال فوتبول تيمز (الإنجليزية)